# Ciechanów
Ciechanów ([t͡ɕeˈxanuf]ⓘ) es un ciudad del norte de Polonia, en el voivodato de Mazovia. Es la cabecera del condado (Powiat) de Ciechanów.

## Historia

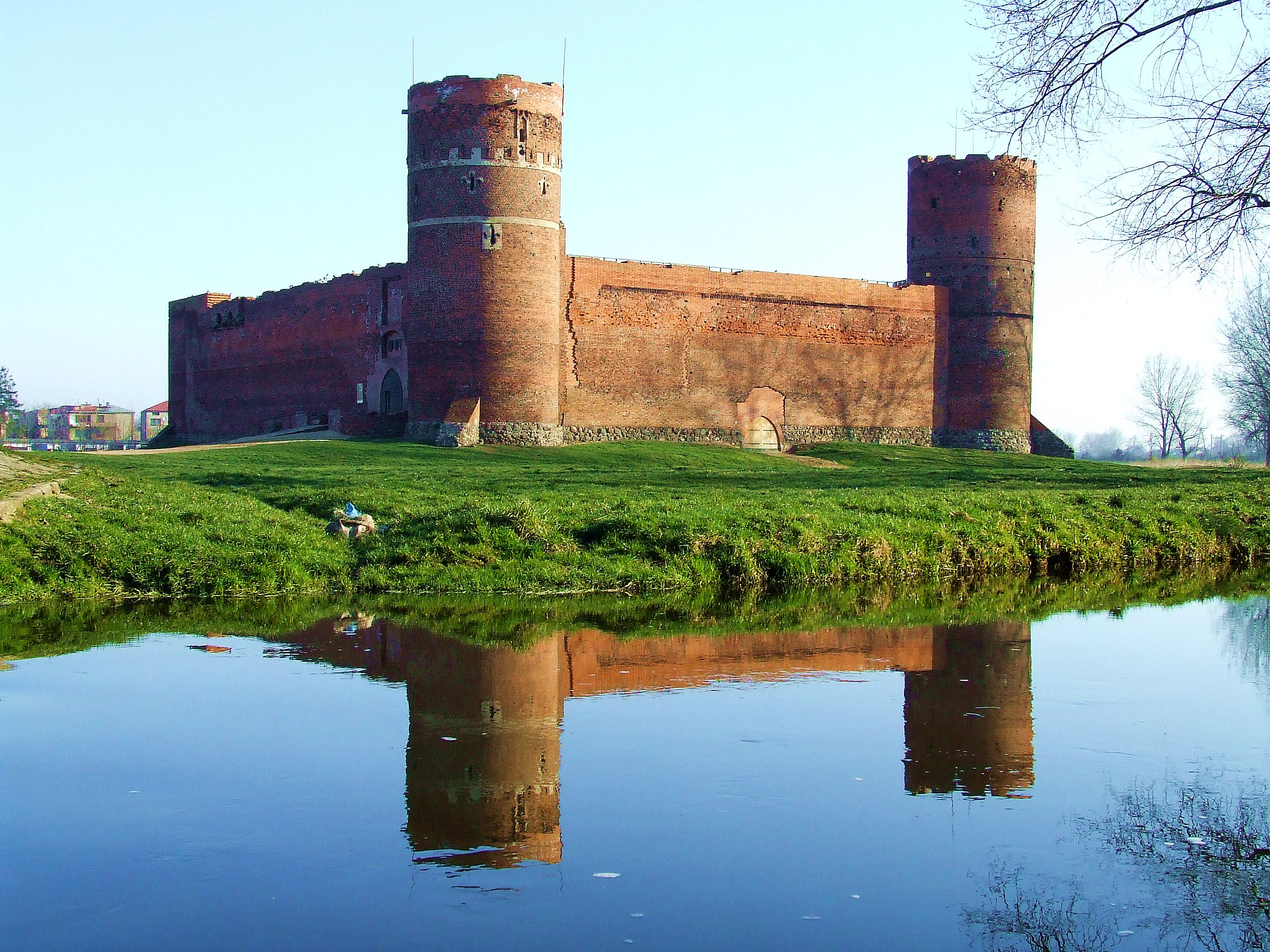
Castillo de los duques de Mazovia

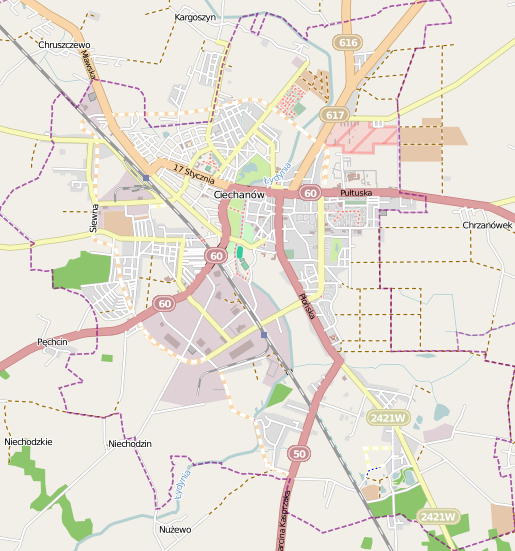
Mapa de Ciechanów

Los historiadores creen que en los tiempos paganos existía un templo dedicado a Swarożyc (posiblemente relacionado con Svarog) en el lugar donde se encuentra la actual iglesia, y la colina vecina (actualmente conocida como Farna)  era conocida como Góra Swarożyca o Swarska  Góra. El grad tenía aproximadamente 3000 hombres armados.
El asentamiento se nombra por primera vez en el año 1065 en un documento de Boleslao II el Temerario entregando las tierras a la iglesia. En 1254, se menciona  Ciechanów como sede de una castellanía (Rethiborius Castellanus de Techanow (Racibor, Kasztelan Ciechanowa)). En 1400 Janusz I de Czersk garantizó a Ciechanów sus privilegios de ciudad. La zona finalmente quedó convertido en un ducado independiente con Casimiro I de Varsovia usando el título de ""dominus et heres lub dominus et princeps Ciechanoviensis." En los siglos XIV y XV la población de la ciudad alcanzó los 5.000 habitantes. A principios del siglo XX, la ciudad apenas alcanzaba los 12.000 habitantes.
Antes de la Segunda Guerra Mundial existía en la ciudad una gran comunidad judía, pero durante la ocupación nazi, en el invierno de 1942, la mayoría de los judíos fueron llevados al Bosque Rojo, al norte  de la ciudad, y fusilados. Durante la guerra muchos judíos polacos y combatientes de la resistencia fueron ejecutados por los alemanes en el castillo. La ciudad fue anexionada por los alemanes y llamada Zichenau en alemán. Fue capital de la Regierungsbezirk Zichenau, una subdivisión de la provincia de Prusia Oriental. El territorio fue devuelto a Polonia después de la guerra. Entre 1975 y 1998 fue la capital del desaparecido Voivodato de Ciechanów.